# المبرك (المسيمير)

تعديل مصدري - تعديل

المبرك هي إحدى قرى عزلة المسيمير بمديرية المسيمير التابعة لمحافظة لحج، بلغ تعداد سكانها 150 نسمة حسب تعداد اليمن لعام 2004.